# Mimectatina fuscoplagiata
Mimectatina fuscoplagiata là một loài bọ cánh cứng trong họ Cerambycidae.